# 에릭 밀건
에릭 밀건(Eric Millegan, 1975년 8월 25일 ~ )은 미국의 배우이다.

## 출연 작품
- 본즈 4 (2008)
- 본즈 3 (2007)
- 본즈 2 (2006)
- 본즈 1 (2005)
- 온라인 (2002)